# Carlos Rusconi

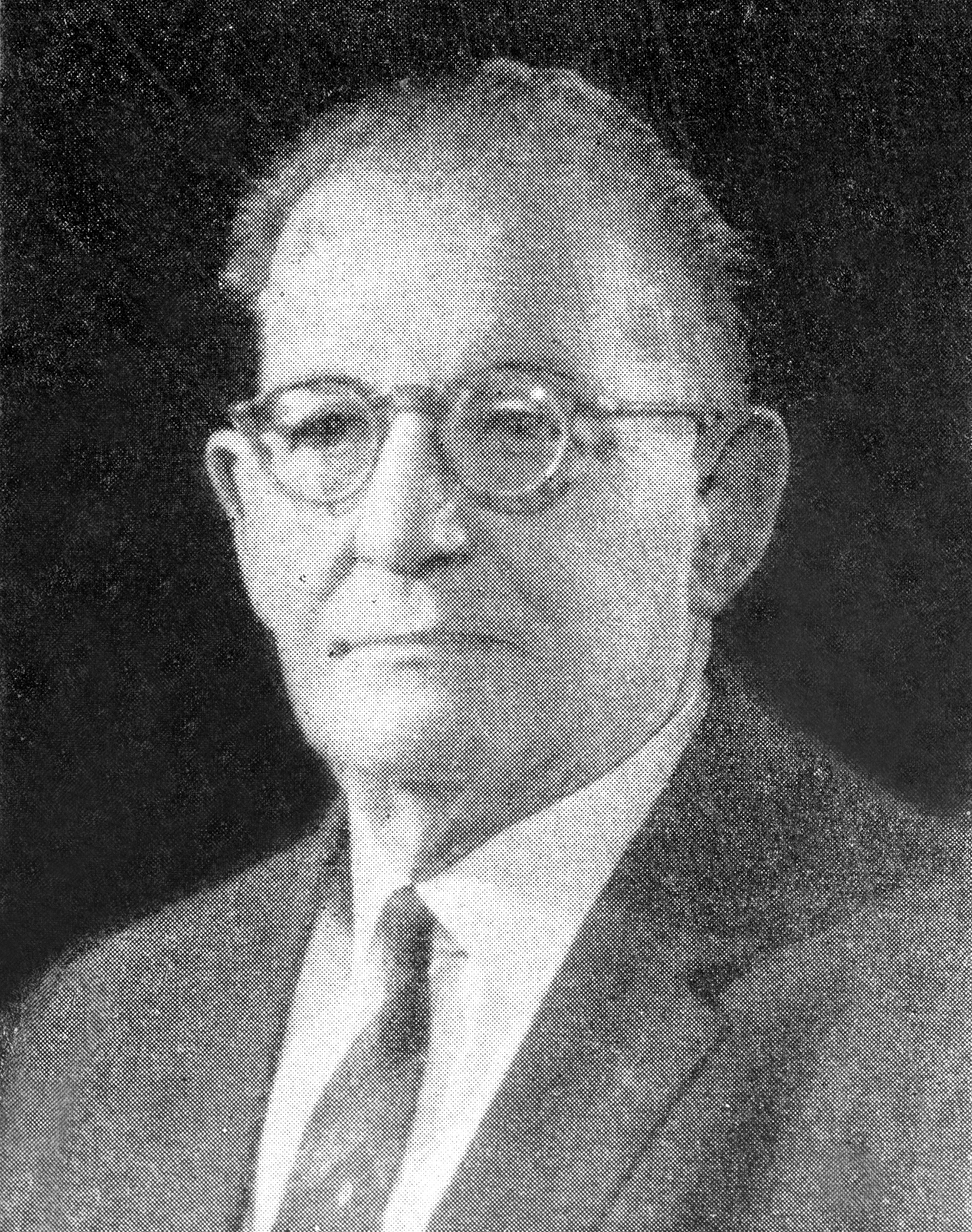
Carlos Rusconi (Porträt)

Carlos Rusconi (* 2. November 1898 in Buenos Aires; † 22. Februar 1969 in Mendoza) war ein argentinischer Paläontologe, Paläokünstler und Museumsleiter.

## Leben
Rusconi entdeckte im Jahr 1917 mehrere fossile Überreste am Ufer des Río de la Plata, in der Nähe der Stationen Olivos und Anchorena, was seine Neigung für die Paläontologie bestimmte. Zu dieser Zeit lernte er Carlos Ameghino und Lucas Kraglievich kennen, als er das Museo Nacional de Historia Natural de Buenos Aires (heute Museo Argentino de Ciencias Naturales Bernardino Rivadavia) besuchte, und bald darauf eine ehrenamtliche Stelle erhielt. 
Seit seinem Eintritt in das Museum und in den ersten Jahren unter der Leitung von Carlos Ameghino und Lucas Kraglievich widmete sich Rusconi hauptsächlich der Sammlung und dem Studium von paläontologischem und archäologischem Material sowie geologischen Daten von Buenos Aires. 
Aufgrund Meinungsverschiedenheiten zwischen Lucas Kraglievich, der von anderen Mitarbeitern, darunter Roberto Dabbene, Enrique de Carles, Lorenzo Julio Parodi, Alfredo Castellanos, Paul Magne de la Croix unterstützt wurde, und dem damaligen Direktor des Museums, Martín Doello Jurado, verließ Rusconi 1930 die Einrichtung und begann bis 1936 im Zoo Buenos Aires zu arbeiten.
1933 veröffentlichte er einen umfangreichen Artikel mit dem Titel La Vida Animal en el Terciario Superior de Buenos Aires in der Zeitschrift Monitor de la Educación Común. In dieser Publikation stellte Rusconi in didaktischer Form die große Vielfalt der prähistorischen Fauna Argentiniens in einem Massenmedium für Lehrer und Schüler vor. Der aus Frankreich stammende Paläokünstler Paul Magne de la Croix fertigte dafür 30 lebensechte Rekonstruktionen der ausgestorbenen Tiere von Buenos Aires an.
1936 bot die Regierung der Provinz Mendoza Rusconi die Leitung des Museo de Ciencias Naturales y Antropológicas Juan Cornelio Moyano an, eine Position, die er 1937 annahm. Während seiner Amtszeit führte er unter anderen Grabungsarbeiten in der Pedemontana-Region von Mendoza und den angrenzenden Gebieten. Seine in Mendoza angesiedelten paläontologischen Studien decken ein breites Themenspektrum ab, darunter Arbeiten über wirbellose Tiere aus dem Paläozoikum, basale Fische und verschiedene Gruppen von Amphibien, Reptilien und Säugetieren. 
1937 veröffentlichte er in den Actas de la Academia Nacional de Ciencias en Córdoba den Artikel Contribución al conocimiento de la geología de la ciudad de Buenos Aires y sus alrededores y referencia de su fauna, in dem zahlreiche Fossilien, die während mehrerer Bauvorhaben in Buenos Aires geborgen wurden, sowie geologische Details, beschrieben werden. 
Rusconi beschäftigte sich mit verschiedenen Themen und lieferte bemerkenswerte Beiträge zur Geologie, Paläontologie, Archäologie und Ethnographie. Ein großer Teil dieser Forschungen konzentrierte sich auf Fossilien, die er und seine Kollegen bei Exkursionen in Gesteinen des Paläozoikums, Mesozoikums und Känozoikums sammelten. 
Seine Bibliografie listet mehr als 400 Veröffentlichungen und seine Sammlung umfasst insgesamt mehr als 20.000 paläontologische Exemplare und Tausende von archäologischen Stücken, von denen die meisten im Museo de Ciencias Naturales y Antropológicas Juan Cornelio Moyano aufbewahrt werden.
1967 veröffentlichte er das Buch Animales Extinguidos de Mendoza y de la Argentina, in dem er sein paläontologisches Lebenswerk didaktisch zusammenfasste, basierend auf seiner Arbeit von 1933. Die Publikation wurde von der argentinischen Regierung zum Buch von nationalem Interesse erklärt. Es umfasst 498 Seiten mit Abbildungen und mehr als 46 Tafeln mit Fotografien und Zeichnungen. Der Hauptteil des Buches enthält 30 Zeichnungen von Magne de la Croix, die ursprünglich im Jahr 1933 verwendet wurden, sowie acht neue Zeichnungen. Um die ausgestorbene Fauna Argentiniens (z. B. Ichthyosaurier, Schildkröten, Dinosaurier) möglichst vollständig darzustellen, wurden zusätzlich zu den von Magne de la Croix angefertigten Säugetieren weitere Rekonstruktionen, Diagramme und wissenschaftliche Zeichnungen von Carlos Rusconi angefertigt. Auf diese Weise gelang es ihm, praktisch die meisten der bis dahin anerkannten ausgestorbenen Arten Argentiniens auf Papier festzuhalten, mit Schwerpunkt auf den Arten der Provinz Mendoza. Von den 276 Abbildungen im Hauptteil des Buches stammen 238 von Rusconi, was ein bemerkenswertes künstlerisches Werk darstellt.
Was Rusconis künstlerische Neigungen anbelangt, zeigte er bereits in jungen Jahren eine Begabung für das Zeichnen und Malen. Zur gleichen Zeit, als sein Interesse an Fossilien begann, versuchte er, in die Academia Nacional de Bellas Artes (ANBA) in Buenos Aires einzutreten, wo er jedoch nicht aufgenommen wurde, weil er sein Grundstudium nicht abgeschlossen hatte. Trotz dieses Hindernisses förderte seine Aufnahme in das Museo Nacional de Historia Natural de Buenos Aires sein Interesse an Fossilien. Dort lernte er den Paul Magne de la Croix kennen, der zahlreiche Werke der rezenten und ausgestorbenen Säugetierfauna und zahlreiche Tuscherekonstruktionen schuf, die Rusconi vor allem in seinen Werken von 1933 und 1967 sowie in anderen Arbeiten verwendete.
Rusconi fertigte auch zahlreiche Illustrationen an, nicht nur Lebendrekonstruktionen ausgestorbener Tierarten, sondern auch wissenschaftliche Skizzen der Exemplare, die Gegenstand seiner wissenschaftlichen Veröffentlichungen waren. Rusconis Zeichnungen wurden hauptsächlich in Tinte und Schwarz-Weiß ausgeführt. 
Was seine Illustrationen betrifft, so wurden diese eher objektiv angefertigt, um die beschriebenen Tiere zu visualisieren, manchmal begleitet von Fotografien. Einige der zahlreichen Beispiele sind die Zeichnungen des Schädels des Temnospondyli Chigutisaurus tenax, der Beckenknochen des Archosauriers Cuyosuchus huenei, beide aus der Trias von Mendoza, sowie des Schädels des Vogels Querandiornis romani aus dem Pliozän von Buenos Aires.
Das künstlerische Werk von Carlos Rusconi ist von großer historischer Bedeutung und war ein bedeutender Beitrag zur Verbreitung der Wirbeltierpaläontologie in Argentinien, da seine Rekonstruktionen über Generationen hinweg zur Veranschaulichung der ausgestorbenen Tiere dienten, die in vorgeschichtlicher Zeit auf der Erde lebten.

## Dedikationsnamen
Nach Carlos Rusconi wurden die folgenden Arten benannt:
- Megatherium rusconii (Schaub, 1935)
- Panochthus rusconii Castellanos, 1942
- Venaticosuchus rusconii Bonaparte, 1970
- Argyrolagus rusconii Goin, Miscalvo, Visconti, 2000
- Ceratophrys rusconii Agnolin, 2005
- Quetecsaurus rusconii González Riga & Ortiz David, 2014
- Ctenomys rusconii De Santi, Verzi, Itatí Olivares, Piñero, Morgan, 2021